# Alan Lowenthal
Alan Stuart Lowenthal (New York, 8 marzo 1941) è un politico statunitense, membro della Camera dei Rappresentanti per lo stato della California dal 2013 al 2023.

## Biografia
Nato a New York in una famiglia ebrea, Lowenthal si laureò all'Università statale dell'Ohio e successivamente lavorò come professore di psicologia all'Università statale della California.
Alcuni anni dopo Lowenthal entrò in politica con il Partito Democratico e venne eletto nel consiglio comunale di Long Beach. Nel 1998 ottenne un seggio all'interno della legislatura statale della California, dove rimase per quattordici anni.
Nel 2012 si candidò alla Camera dei Rappresentanti e venne eletto deputato. Riconfermato per altri quattro mandati, lasciò il seggio alla fine del 117º Congresso.
Lowenthal si è sposato due volte e dalla prima moglie Bonnie ha avuto due figli. Bonnie, di professione psicologa, per molti anni ha servito insieme all'ex marito all'interno della legislatura statale.